# Schorrenkruidkokermot
De schorrenkruidkokermot (Coleophora deviella) is een vlinder uit de familie kokermotten (Coleophoridae). De wetenschappelijke naam is voor het eerst geldig gepubliceerd in 1847 door Zeller.
De soort komt voor in Europa.